# (8441) Лаппоника
(8441) Лаппоника (4008 T-3) — астероид из группы главного пояса, открытый Корнелисом Йоханнесом ван Хаутеном, Ингрид ван Хаутен-Груневельд и Томом Герельсом в Паломарской обсерватории в Калифорнии 16 октября 1877 года. Астероид назван в честь малого веретенника (лат. Limosa lapponica), вида птиц из семейства бекасовых.